# 1438
Évszázadok: 14. század – 15. század – 16. század
Évtizedek: 1380-as évek – 1390-es évek – 1400-as évek – 1410-es évek – 1420-as évek – 1430-as évek – 1440-es évek – 1450-es évek – 1460-as évek – 1470-es évek – 1480-as évek
Évek: 1433 – 1434 – 1435 – 1436 –  1437 – 1438 – 1439 – 1440 – 1441 – 1442 – 1443

## Események

### Határozott dátumú események
- január 1. – Pálóci György esztergomi érsek Székesfehérvárott Magyarország királyává koronázza Habsburg Albertet. Ezután pedig Albert feleségét – Zsigmond király és Cillei Borbála leányát – Luxemburgi Erzsébetet Rozgonyi Simon veszprémi püspök Magyarország királynéjává koronázza.
- március 18. – Habsburg Albert II. Albert néven német király lesz.
- július 7. – A francia Pragmatica Sanctio kiadása. (VII. Károly francia király rendelete, amely a francia egyház és a pápa kapcsolatát szabályozza.)[1]

### Határozatlan dátumú események
- január végén – Az erdélyi nemesi sereg visszafoglalja Kolozsvárt a paraszthadaktól.[2]
- nyáron – A török Erdélyre tör, megostromolja Medgyest és Szebent, Brassó külvárosait felgyújtja, 70 000 rabot hurcol ki az országból.[3]
- az év folyamán – XIII. Eriket megfosztják svéd királyi címétől, helyette Karl Knutsson Bonde mint régens kormányoz.

## Halálozások
- május 29. – Aragóniai Frigyes lunai gróf és aragón trónkövetelő, az 1410–1412-es trónörökösödési háború idejen az öt trónkövetelő egyike Aragóniában, I. (Ifjú) Márton szicíliai király természetes fia és I. (Idős) Márton aragón király unokája (* 1402 k.)
- szeptember 8. után – Rozgonyi Péter egri püspök
- szeptember 13. – Duarte portugál király, aki pestis áldozata lesz (* 1391)
- október 20. – Jacopo della Quercia itáliai szobrász (* 1374 körül)